# Tetra Pak
Tetra Pak es una empresa multinacional fundada en Suecia, que diseña y produce productos de envasado de cartón y procesamiento para la Industria alimentaria. Tetra Pak es parte de Tetra Laval Group, que incluye asimismo Delaval y Sidel, empresa especializada en botellas de plástico PET. 
Tetra Pak tiene un 80 por ciento de cuota en el mercado de envases de cartón según un informe de Bloomberg y de hecho, se considera la mayor empresa de sistemas de envasado para alimentos.
El producto más popular de Tetra Pak es Tetra Brik. 
Las innovaciones de Tetra Pak se desarrollan en el área de envase aséptico para líquidos que, cuando son combinados con un Procesamiento de Ultra-Alta Temperatura (UAT o UHT para las siglas en inglés Ultra High Temperature), permiten que los alimentos líquidos se puedan envasar y guardar en condiciones de temperatura ambiente durante más de un año sin conservantes ni preservantes. Esto permite que la mercancía perecedera se pueda guardar y distribuir en grandes distancias sin la necesidad de una infraestructura de cadena de frío. 

## Historia
El primer producto de Tetra Pak fue un nuevo cartón de papel  leche; éste fue llamado Tetra Classic. El ingeniero y fundador sueco Ruben Rausing estuvo trabajando en el diseño a partir de 1943 y hacia 1950 había perfeccionado técnicas para fabricar herméticamente sus cartones, usando un sistema de cartulina forrada en plástico. Inicialmente fueron tetraedros, de cuatro caras, que justificaba el nombre de la marca, que significa cuatro en griego. 
En 1963 la compañía introduce Tetra Brik, un envase rectangular (brik viene de la palabra brick, que significa 'ladrillo' en inglés).
Hans y Gad Rausing dirigieron Tetra Pak desde 1954 hasta 1985; Ruben Rausing llegó a ser la persona más rica de Suecia.
La compañía se expandió con fábricas de producción de material de envasado en Italia, Alemania, México, Japón, Holanda, Francia, España, Paraguay y Argentina entre otros, llegando a un máximo de 50 fábricas, tres de ellas en China.

## Clases de envases
- Tetra Brik
- Tetra Edge
- Tetra Rex
- Tetra Top
- Tetra Prisma
- Tetra Classic
- Tetra Fino
- Tetra Wedge
- Tetra Gemina
- Tetra Evero Aseptic

## Capas de los envases Tetra Pak
Los envases de Tetra Pak están formados por 6 capas diferentes:

- Primera capa: Polietileno
- Segunda capa: Cartón
- Tercera capa: Polietileno
- Cuarta capa: Aluminio
- Quinta capa: Polietileno
- Sexta capa: Polietileno

## Tecnología del producto

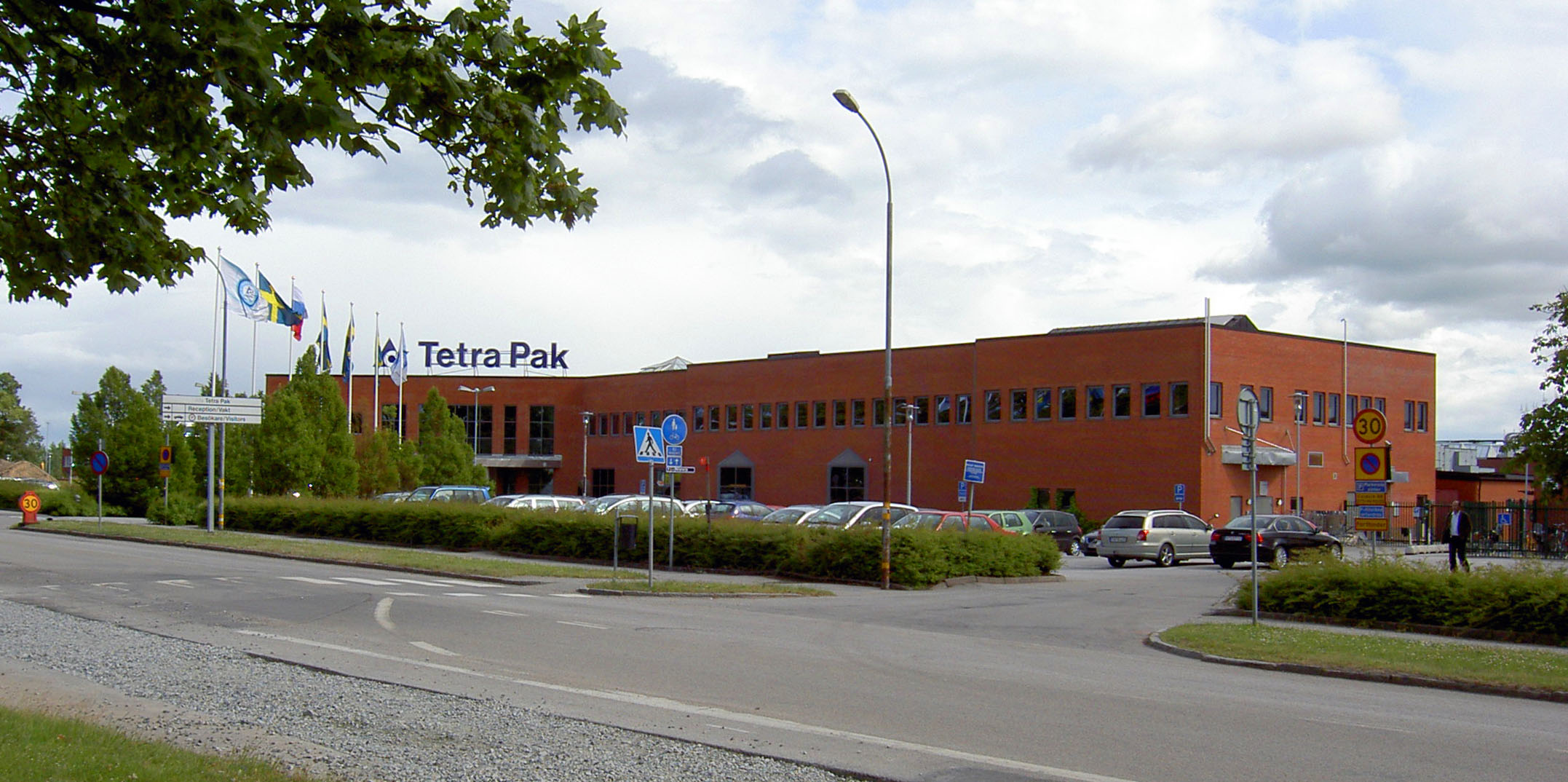
Fábrica de Tetra Pak en Lund.

Poco después de que la compañía fue fundada, la gerencia de Tetra Pak buscó formas de expandirse a mercados y tecnologías más allá de los productos de lácteos. 
Durante la década del 50, Tetra Pak unió esfuerzos con Ursina (una empresa suiza que desarrolló una nueva técnica de esterilización de leche) para investigación y desarrollo. Utilizando inyección de vapor, Ursina logró producir leche esterilizada con prácticamente el mismo sabor y valor nutricional que el producto original.
En septiembre de 1961, la primera máquina aséptica envasadora de leche libre de bacterias fue presentada en una conferencia de prensa en Thun, Suiza. Esta tecnología fue desarrollada para lograr almacenamiento a temperatura ambiente, proteger la calidad nutricional de su contenido y descartar el uso de conservantes artificiales. 
El envasado aséptico implica calentar el producto a altas temperaturas (135 a 150 grados Celsius, en el caso de la leche) en un sistema cerrado por unos pocos segundos, y luego enfriándolo hasta alcanzar temperatura ambiente. El proceso se llama Procesamiento de Ultra-Alta Temperatura (UAT, o UHT, por sus siglas en inglés). Así como la alta temperatura mata los microorganismos, la corta duración del proceso causa menos daño a sus nutrientes y sabor que el tradicional proceso de pasteurización y enlatado, garantizando una más larga duración del producto.
El envasado aséptico se completa al trasferir el producto procesado con UAT en envases pre-esterilizados, en un ambiente estéril. La principal diferencia entre los productos pasteurizados y aquellos tratados con UAT, es que estos últimos pueden permanecer frescos durante mucho más tiempo sin necesitar refrigeración.
En julio de 2004, Tetra Pak lanzó en Estados Unidos el Tetra Recart, un sistema de esterilización dentro del envase, pudiendo así ofrecer una alternativa de envasado a productos que tradicionalmente se ofrecían en lata o frascos de vidrio, como frutas, vegetales, comidas listas para consumir o comida para animales.
En enero de 2005, Tetra Pak anunció el lanzamiento del primer envase aséptico para ser usado en hornos de microondas. Se utiliza en un horno de microondas después de abrirse el envase completamente.

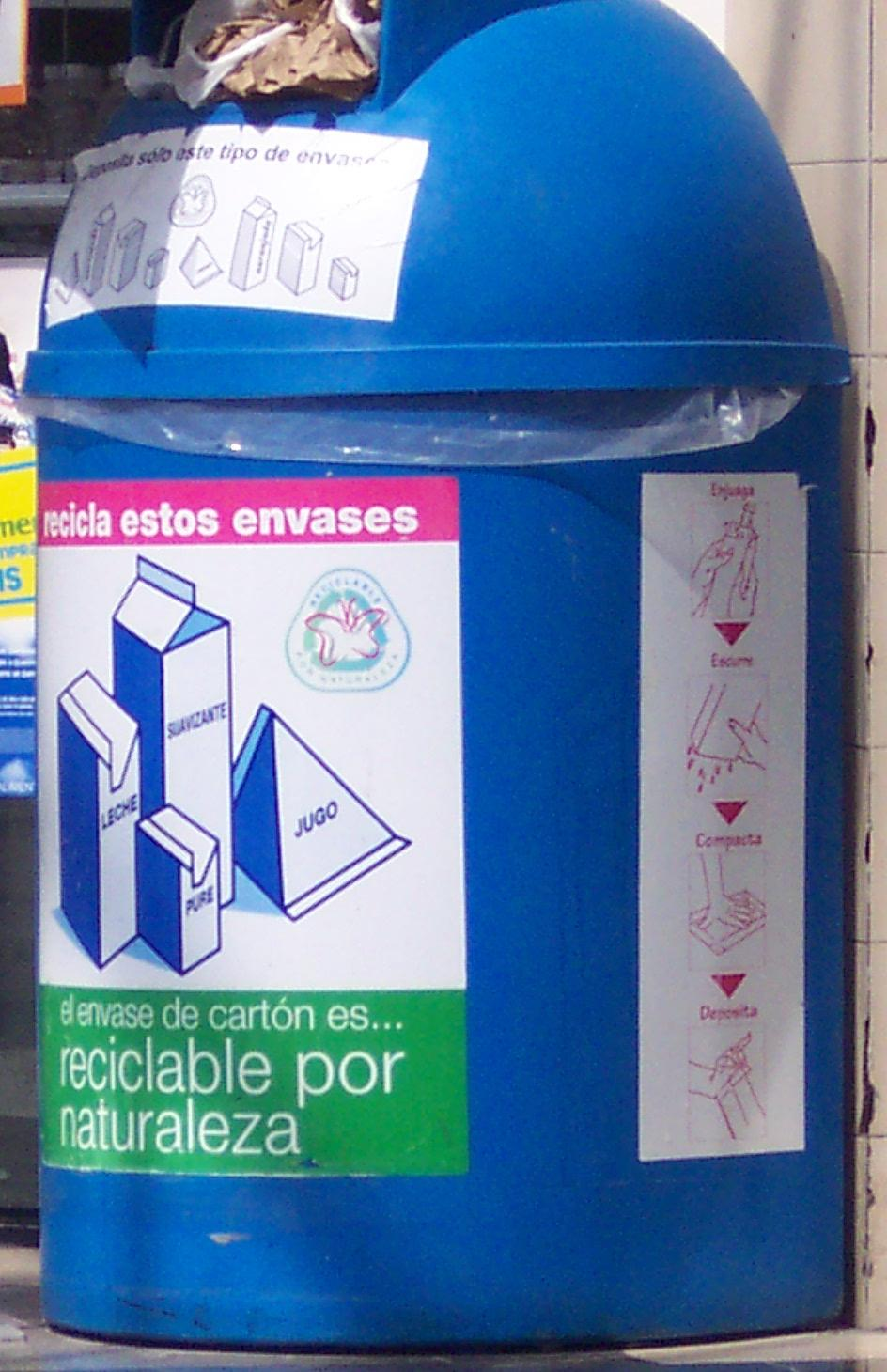
Contenedor público para envases tetra pak.

## Reciclaje
Debido a que el material del que están hechos los envases de Tetra Pak es una mezcla entre cartón, plástico y aluminio estos envases son muy complejos de reciclar, y el coste de su reciclado es tan elevado que se recicla el cartón y el resto de residuos plásticos y de aluminio se desechan en el vertedero o se destruyen en la incineradora. En España no existe ninguna empresa que recicle los envases Tetrabrik, exceptuando el cartón. Debido a su composición multimaterial a nivel mundial sólo el 25% de los envases tetrapak producidos se reciclan de esta forma, y en Europa alrededor del 50%.
Otro factor a tener en cuenta en relación con el reciclado es que se ha intentado transformar el residuo de los envases en otros materiales como el PolyAl (masa residual de plástico y aluminio), usado en campañas solidarias como Un Techo para Chile o en otros países como Tailandia para fabricar cubiertas o mediaguas, pero estos productos son de baja calidad y tienen menos resistencia a la rotura.